# Battaglia di Ibirocahy
La battaglia di Ibirocahy fu uno scontro armato combattuto il 19 ottobre 1816 nell'ambito dell'invasione luso-brasiliana tra le truppe della Provincia Orientale del Río de la Plata, guidate dal tenente José Antonio Berdún, e una divisione dell'esercito del Regno Unito di Portogallo, Brasile e Algarve al comando del brigadiere João de Deus Mena Barreto.
La battaglia ebbe luogo nel territorio del Rio Grande do Sul, invaso dalle truppe orientali nel tentativo di tagliare i collegamenti al grosso dell'esercito luso-brasiliano, impegnato nella Provincia Orientale. Barreto riuscì a riportare la vittoria su Berdún, arrestandone l'avanzata.

## Antefatti
Al prodursi dell'invasione della Provincia Orientale da parte dell'esercito luso-brasiliano guidato da Carlos Frederico Lecor, il caudillo orientale José Gervasio Artigas mise in atto il suo piano, che prevedeva un contrattacco a nord, in modo da tagliare i collegamenti e gli approvvigionamenti al grosso delle truppe d'occupazione. Seguendo tali indicazioni, l'attacco si sviluppò in diverse colonne; al nord avanzarono nel territorio delle Misiones Orientales quelle di Andrés Guazurary e di Pantaleón Sotelo, mentre più a sud la colonna guidata dal tenente José Antonio Berdún e quella di Andrés Latorre invasero il Rio Grande do Sul, mentre lo stesso Artigas si pose a capo della riserva, destinata a fungere da appoggio al movimento di quest'ultimo.
Il generale Joachim Xavier Curado, posto alla guida delle truppe destinate alla difesa del territorio brasiliano su quel fronte, inviò una serie di divisioni a contrastare l'avanzata orientale. Il tenente colonnello José de Abreu, incaricato di dare man forte al brigadiere Chagas, assediato a São Borja, riuscì a riportare il 3 ottobre 1816 un'importante vittoria su Guazurary nella battaglia di San Borja, costringendolo a ritirarsi sulla sponda occidentale del fiume Uruguay. Mentre Sotelo, precedentemente respinto dallo stesso Abreu, cercava di unire le sue forze a quelle di Guazurary, il brigadiere João de Deus Mena Barreto fu invece incaricato di seguire i movimenti di Berdún, che nel frattempo era entrato in territorio brasiliano e aveva raggiunto il Río Cuareim.

## La battaglia
Venuto a conoscenza della posizione del nemico, il 19 ottobre 1816 Mena Barreto decise di attaccare; nel frattempo Berdún aveva scelto una posizione che considerava vantaggiosa sul torrente Ibirocahy e vi si era trincerato.
Non riuscendo a fare sloggiare dalla loro posizione le truppe orientali, il comandante brasiliano decise di simulare una rottura nel suo schieramento; convinto che il nemico stesse battendo in ritirata, Berdún si lanciò al suo inseguimento, abbandonando la posizione inizialmente scelta per scendere in campo aperto nella pianura prossima al torrente. Dal suo punto di osservazione, posto su un'altura vicina, Mena Barreto ordinò di invertire la direzione; la cavalleria luso-brasiliana investì sui fianchi le truppe orientali, facendone strage.

## Conseguenze
La sconfitta di Berdún, unita a quella di Guazurary pochi giorni prima, significò il fallimento del piano originario di Artigas. Rinfrancato dai successi, Curado organizzò una nuova colonna sulla base di quella vittoriosa di Mena Barreto, e la lanciò contro Artigas, che venne sconfitto il 27 ottobre nella battaglia di Carumbé. Il piano orientale in tal modo fallì in poco più di un mese di combattimenti e le truppe orientali furono costrette a ritirarsi dal territorio brasiliano per riorganizzarsi.